# 加比诺·布加亚尔·阿劳霍
加比诺·布加亚尔·阿劳霍（西班牙語：Gabino Bugallal Araújo，1861年2月19日—1932年5月31日) ，第二代布加利亚尔侯爵，西班牙法学家，保守党政治人物。历任教育大臣、财政大臣、恩典与司法大臣、内政大臣、经济大臣等职位，1921年3月8日时任首相达托遇刺后短暂担任代理首相。

## 生平
1896年当选国会议员。1903年进入内阁任职，7月-12月在莱蒙多·费尔南德斯·比利亚维尔德内阁担任教育大臣。1913年10月-1915年12月，1917年6月-11月在两次达托内阁中担任财政大臣。1919年7月-12月在华金·桑切斯·德托卡内阁中担任财政大臣。随后在第三次达托内阁中担任恩典与司法大臣。1920年9月-1921年3月担任内政大臣，期间采用强硬手段镇压西班牙国内的抗议和罢工。他支持对越狱者采取直接击毙的措施。1921年3月8日，时任首相达托遇刺。布亚加尔任代理首相，兼任内政大臣。
1923年军事政变后，他一直支持国王阿方索十三世。1931年，在胡安·包蒂斯塔·阿斯纳尔-卡瓦尼亚斯内阁中担任经济大臣，支持用武力维护西班牙的君主制。
西班牙第二共和国成立后流亡法国。1932年5月31日于巴黎去世，享年71岁。